# Colosse en bronze de Constantin
Le colosse en bronze de Constantin, dont plusieurs fragments sont conservés aux Musées du Capitole, à Rome, était une statue colossale en bronze, originellement de dix à douze mètres de hauteur, réalisée au IVe siècle et représentant un empereur romain de la dynastie constantinienne généralement identifié à Constantin Ier.
Elle ne doit pas être confondue avec le colosse marmoréen de la basilique de Maxence, dont les fragments sont également conservés au Capitole.

## Description

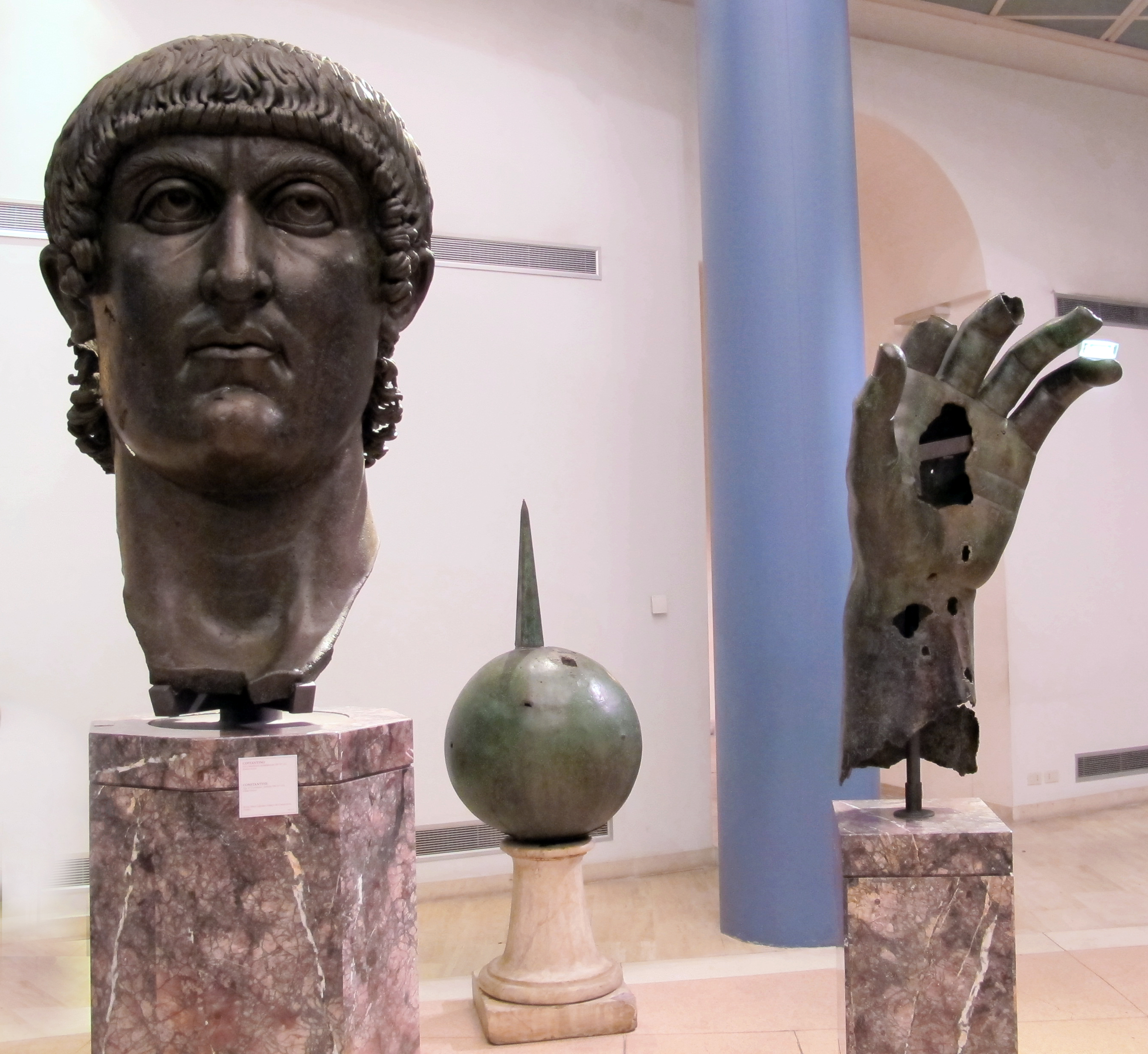
Photographie de 2013 montrant les trois fragments conservés aux Musées du Capitole.

Les vestiges conservés à Rome se composent de trois fragments en bronze portant des traces de dorure à la feuille :
- une tête (inv. MC1072) dont il manque la partie sommitale. Elle mesure 177 cm, ou 125 cm sans compter le cou ;
- une main gauche (inv. MC1070) très abîmée, dont il manque les phalanges terminales de l'index et du majeur. Elle mesure 150 cm, incluant le poignet et un vestige d'avant-bras ;
- un globe (inv. MC1065) autrefois tenu par cette main, surmonté d'une pointe et mesurant 150 cm.

La statue devait mesurer une dizaine voire une douzaine de mètres (dans l'hypothèse d'une statue en pied) avant son démantèlement. Selon des sources médiévales, elle était initialement coiffée d'une couronne radiée et tenait d'une main un globe et de l'autre une épée.
La partie manquante de l'index de la main gauche, mesurant 38 cm de long, est entrée dans les collections du Musée du Louvre (inv. Br 78) avec la collection Campana en 1862. Longtemps prise pour un orteil, elle a été redécouverte et correctement identifiée par Aurélia Azema en 2018. Après un essai concluant effectué grâce à une copie en résine, l'index a été replacé sur la main à l'occasion de l'exposition sur la collection Campana (Paris/Saint-Pétersbourg, 2018-2019) avant de revenir au Capitole en 2021 grâce à un dépôt quinquennal et renouvelable accordé par l'établissement français.

## Histoire
La plupart des historiens identifient la tête de la statue à un portrait de Constantin Ier, empereur de 306 à 337, en se basant notamment sur les effigies présentes à l'avers des pièces frappées à l'occasion des Quincennalia (célébration des quinze ans de règne) de 321 ou des Vicennalia (célébration des vingt ans de règne) de 326. Cette dernière date est ainsi retenue comme terminus ante quem de la réalisation de la statue par Serena Ensoli (d).
Une identification à l'un des fils de Constantin, Constance II, a été proposée par d'autres chercheurs, également sur la base d'arguments numismatiques. Cet empereur n'a visité Rome qu'une seule fois, en 357, mais des statues ont bien été érigées ou re-dédiées à cette occasion.
Dans l'hypothèse d'une sculpture acrolithe, le corps du colosse pourrait avoir été constitué d'une âme de bois recouverte de plaques d'or, ce qui expliquerait sa disparition par la dégradation du bois et la refonte des métaux précieux.

### Exposition au Latran
Les statues antiques en bronze sont rares, la plupart d'entre elles ayant été fondues à la fin de l'Antiquité ou au Moyen Âge. Le colosse en bronze doit probablement sa survie (fragmentaire) au fait qu'il a toujours été considéré comme un portrait du premier empereur chrétien. C'est aussi ce qui explique que la statue, ou plutôt ce qu'il en restait, a longtemps été exposée au Latran.

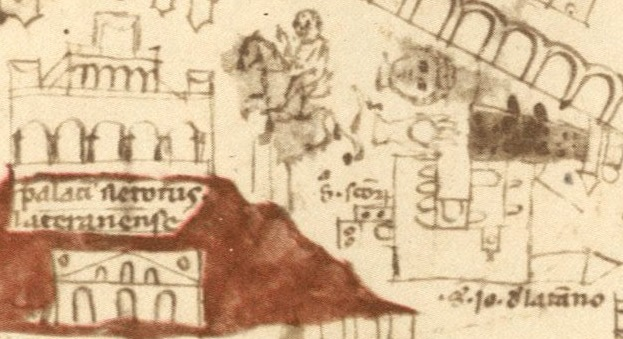
Détail d'un plan des années 1320 montrant la tête et la main du colosse près de la statue équestre de Marc Aurèle au Latran.

Dans la seconde moitié du XIIe siècle, Benjamin de Tudèle rapporte en effet que « devant Saint-Jean de Latran est taillée l'image de Samson, tenant dans sa main un globe de pierre, comme aussi l'image d'Absalon, fils de David, et celle du roi Constantin [...]. Lui et son cheval sont d'une sculpture d'airain couverte d'or ». Si la dernière statue mentionnée est évidemment la célèbre statue équestre de Marc Aurèle, prise alors pour une représentation de Constantin, les deux autres, que Benjamin interprète de manière erronée selon sa culture biblique juive, sont plus difficilement identifiables, mais il est probable que la première soit le colosse en bronze. Malgré une incohérence quant au matériau, la mention du « globe de pierre » pourrait ainsi se rapporter au globe que tenait la statue en bronze. Un plan de Rome des années 1320 par Paulin de Venise (en) montre d'ailleurs une tête et une main gigantesques à côté de la statue équestre de Marc Aurèle, entre la basilique Saint-Jean et le palais du Latran.
Les sources médiévales doivent cependant être considérées avec prudence. Si certaines d'entre elles affirment que le colosse en bronze provenait du Colisée, il faut peut-être n'y voir qu'une tradition peu crédible voire une confusion avec le fameux colosse néronien auquel l'amphithéâtre flavien devrait son surnom. Marina Prusac pense que la statue pourrait avait été érigée au Latran dès le règne de Constantin, ce dernier ayant ainsi voulu affirmer son autorité à proximité de l'emplacement de la caserne (Castra Nova equitum singularium (en)) des equites singulares de son rival Maxence.
Au Latran, à l'époque médiévale, les fragments du colosse étaient placés sur des chapiteaux de colonnes, comme le montre un dessin de 1465 attribué à Felice Feliciano.

### Palais des Conservateurs

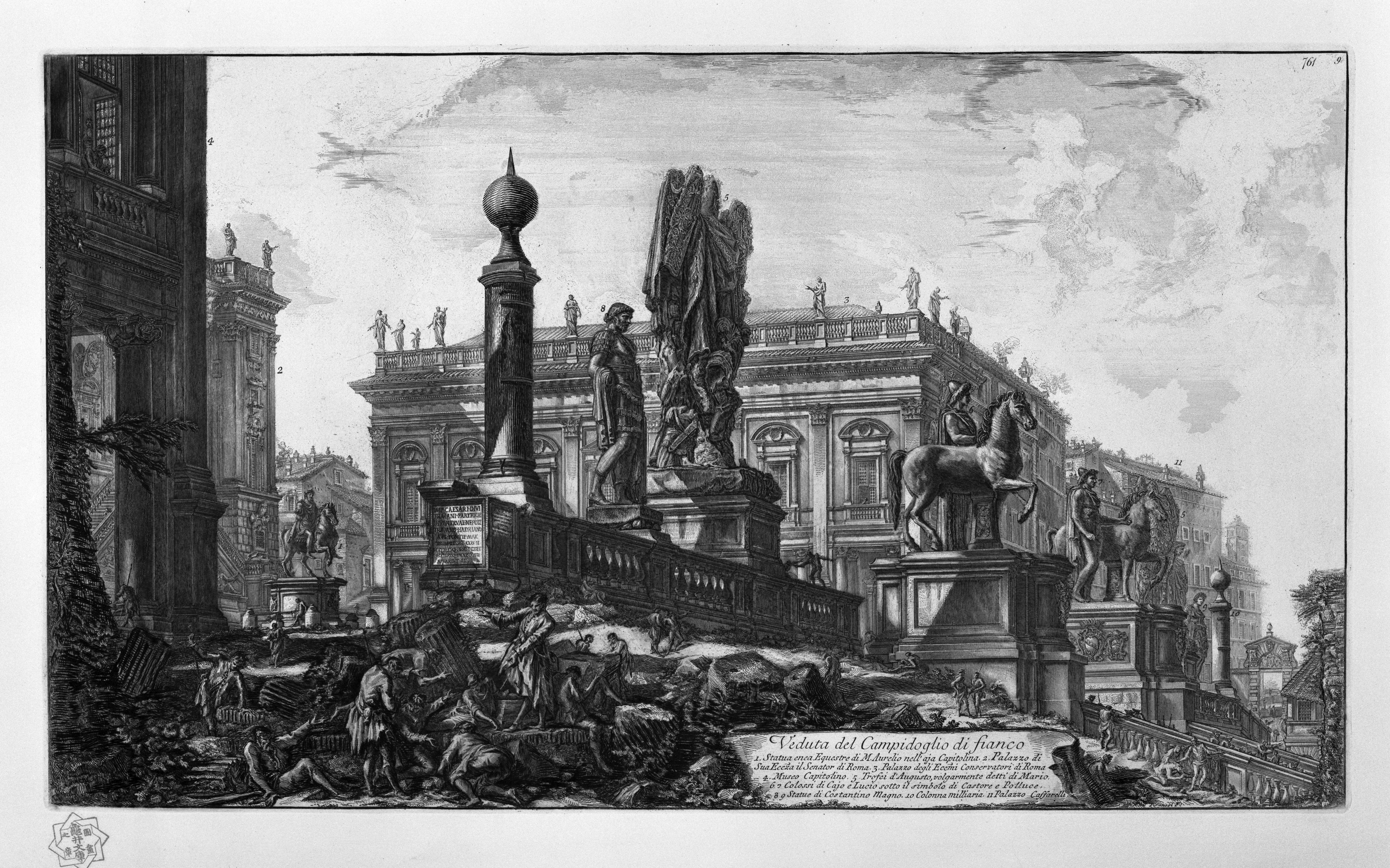
Gravure de Piranèse (XVIIIe siècle) montrant le globe au sommet de la colonne milliaire.

En 1471, le pape Sixte IV fait don de ces vestiges aux conservateurs de Rome (en). Ils sont alors transférés au palais des Conservateurs, où ils sont installés entre deux colonnes du péristyle.
Vers la fin des années 1530, la main tenait encore le globe. Selon Claudio Parisi Presicce (d), ce n'est qu'en 1584 qu'ils ont été séparés, le globe ayant alors été récupéré pour être placé au sommet de la colonne milliaire qui marquait autrefois le premier mille de la voie Appienne et que l'on venait de déplacer à l'une des extrémités de la balustrade située entre la place du Capitole et la Cordonata capitolina. C'est probablement lors de cette opération que l'index du Louvre a été détaché du reste de la main. Par la suite, le globe a été retiré de la colonne et replacé au palais des Conservateurs.

## Hypothèses d'une origine néronienne
Selon Ensoli, les éléments conservés pourraient être des spolia du célèbre colosse de Néron. Leurs dimensions sont pourtant peu compatibles avec une statue qui aurait mesuré une trentaine de mètres de haut selon les sources anciennes. Ensoli explique cette différence par la prise en compte, dans cette hauteur, du piédestal qui supportait la statue.
Une autre chercheuse, Marina Prusac, réfute cette hypothèse tout en considérant que la tête pourrait effectivement avoir été celle d'une statue de Néron. Comme Ensoli, elle note que la sculpture des cheveux à l'arrière de la tête est conforme au style capillaire ondulé en vogue sous les Julio-Claudiens et, plus particulièrement, sous Néron.

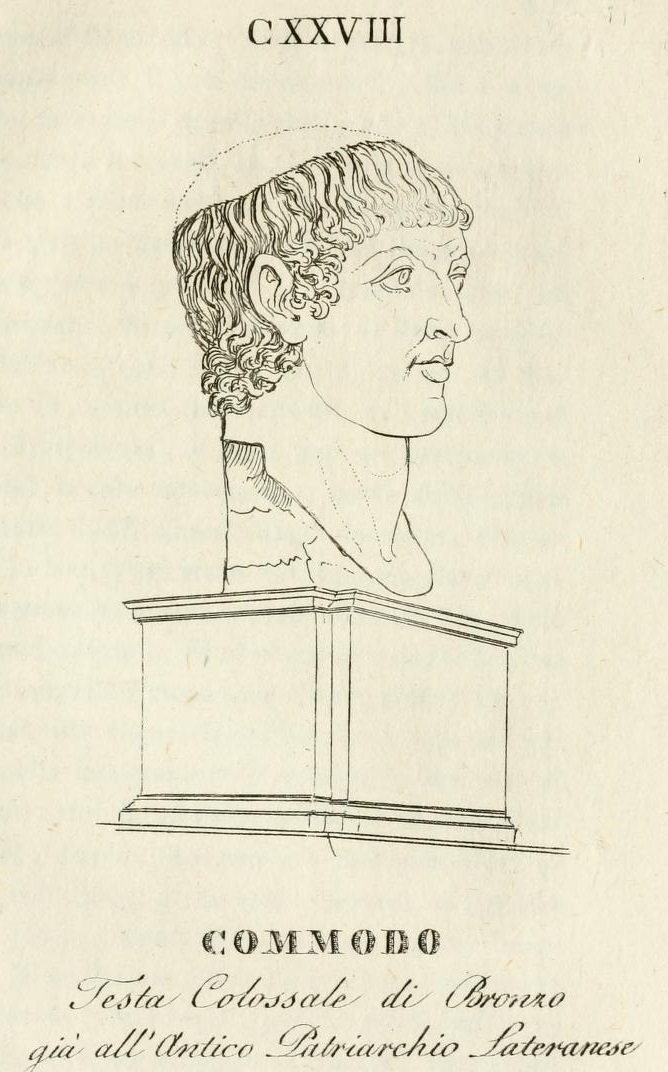
Gravure au trait de 1820 représentant la tête du colosse, alors identifiée comme celle de Commode.

Selon Prusac, une statue de Néron pourrait avoir été démantelée après la damnatio memoriae de cet empereur et ses fragments auraient ensuite été stockés puis transformés au siècle suivant pour être réutilisés lors de la création d'une statue colossale de Commode. La barbe de ce dernier aurait été rajoutée, comme pourraient l'indiquer les traces de réparation et les entailles notamment visibles entre la joue et l'oreille droites. Le visage, partiellement remoulé pour inclure le nez aquilin de Commode, aurait cependant gardé sa forme générale incliuant le menton et le front bas de Néron.
Peut-être vouée à une seconde transformation dès le règne de Maxence, la statue aurait ensuite été modifiée, avec le retrait de la barbe de Commode et le remoulage de certains détails, tels que la frange, afin de représenter Constantin. L'usage de spolia dans les monuments à la gloire de ce dernier est en effet attesté par les nombreux remplois visibles sur son arc de triomphe.
Lors des transformations opérées sous Commode, Maxence et Constantin, outre le remoulage de quelques parties, du polissage et du re-ciselage auraient été exécutés à froid pour modifier certains détails. Les pupilles des yeux auraient ainsi été creusées. Prusac appuie son hypothèse sur les différences stylistiques et la présence d'au moins deux alliages distincts dans les parties constitutives de la tête.
L'hypothèse d'une réappropriation d'une statue de Néron par Commode est ancienne. Elle se base sur des écrits de Flavio Biondo (1481), eux-mêmes fondés sur un passage de l’Histoire Auguste concernant le colosse néronien : « [Commode] ajouta au colosse quelques ornements, qui en furent tous arrachés dans la suite. Il fit enlever à cette immense statue la tête de Néron, pour y substituer la sienne, et il y fit graver les inscriptions d’usage, sans oublier ses noms de gladiateur et de débauché ». Sur la foi de ce texte, la tête du colosse du bronze était d'ailleurs présentée comme celle de Commode au début du XIXe siècle.